# Раналло, Буччо ди
Буччо ди Раналло, он же Боэцио ди Риналдо ди Попплето (итал. Bùccio di Ranallo, или Iacobuccio di Ranallo, или Buccio di Rinaldo, или Boezio di Rainaldo di Poppleto; около 1294 или 1295, Попплето — 1363, Аквила) — итальянский хронист и поэт из Аквилы (совр. Л’Акуила в Абруцци), автор рифмованной «Хроники Аквилы» (итал. La Cronaca Aquilana rimata), или «Хроники Буччо ди Раналло из Попплето». 

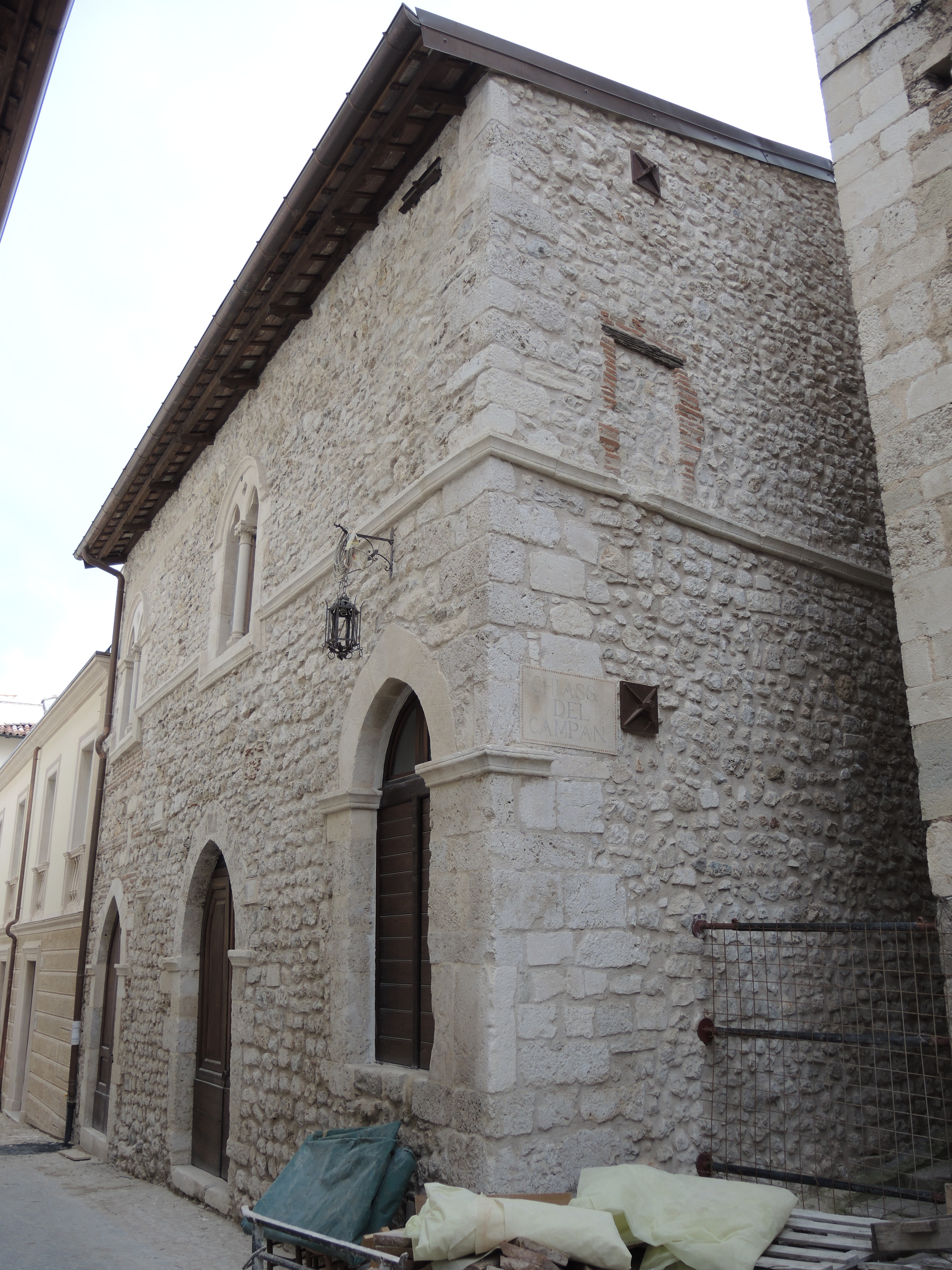
Дом Буччо ди Раналло на улице Аккурсио в Л’Акуиле

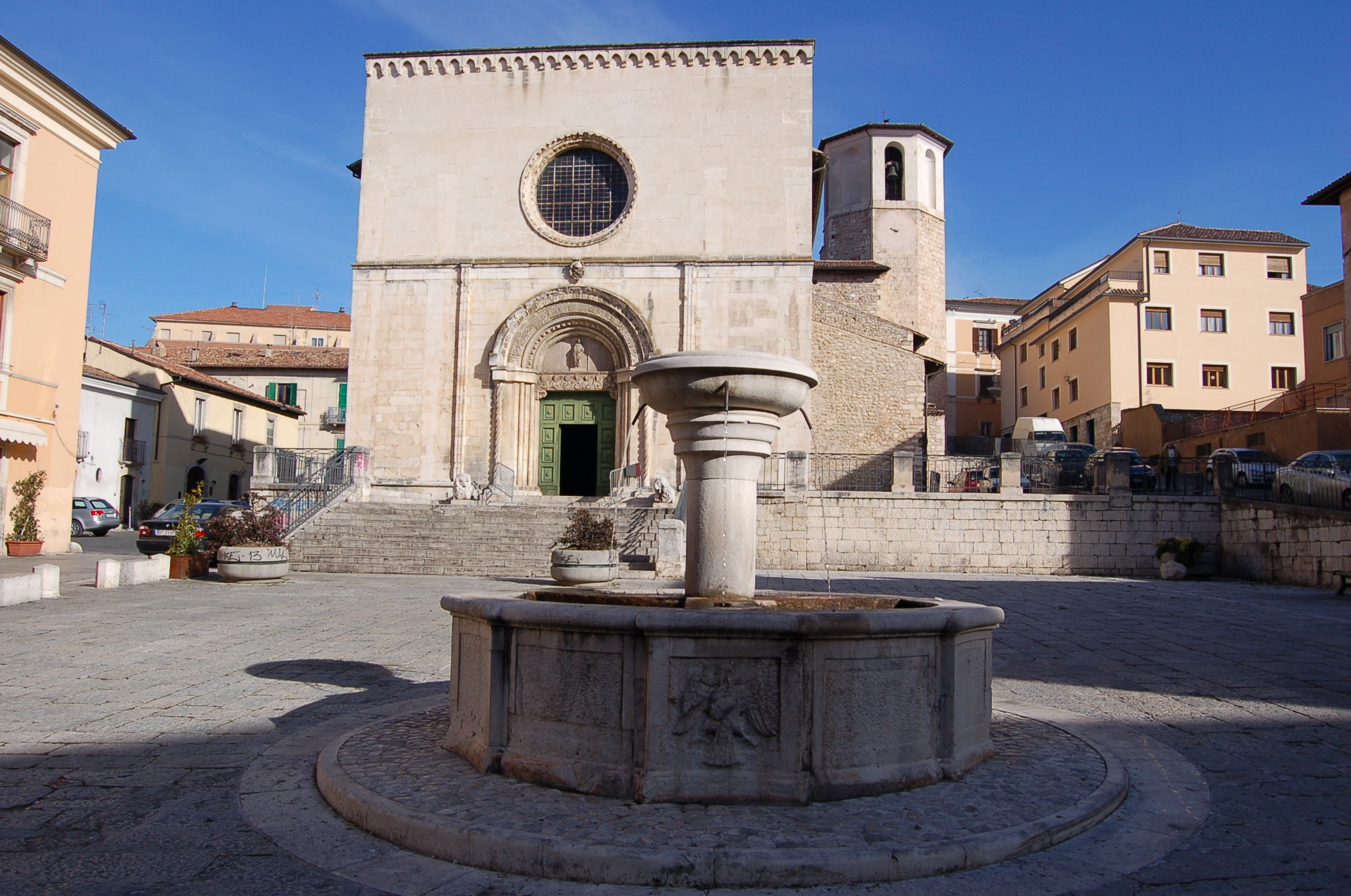
Церковь Св. Петра в Коппито (XIII в.), в которой был похоронен Буччо

## Биография
Родился в 1294 или 1295 году в местечке Попплето близ Аквилы (совр. Коппито в квартале Сан-Пьетро Л’Акуилы), в семье пополана Ринальдо (Раналло) ди Джентиле, выходца из зажиточных землевладельцев, дед которого поселился в городе сразу после его основания, между 1254 и 1266 годами. 
Его имя Буччо (итал. Buccio), вероятно, является уменьшительной формой имён Якобуччо (итал. Iacobuccio), Якопо (итал. Iacobo) или Джакомо (итал. Giacomo). Менее убедительна гипотеза о происхождении его от buccia (итал. «шкура», «кожура» или «шелуха»). Гипотеза о том, что он был происходившим из крестьянской среды городским шутом, мало вяжется с фактами принадлежности ему земельной собственности в окрестностях города и одного из городских особняков, а также не подтверждается архивными документами. Вместе с тем, до сих пор не установлено, получил ли он какое-либо образование, нотариальное или юридическое.
В 1310 году, едва достигнув совершеннолетия, он участвовал в городских празднествах в честь прибытия Роберта Анжуйского, незадолго до этого вступившего на неаполитанский престол. В юности принимал участие в военных экспедициях аквиланцев под командованием принца Карла Калабрийского против Аматриче (1318), Риети (1320) и Антиколи (1328), имевших целью предотвратить вторжение Людовика Баварского в Неаполитанское королевство. 
В 1332 году Буччо участвует в разрешении имущественных и финансовых споров между располагавшимися в окрестностях города замками Паганика, Баззано и Попплето. Примерно в то же время он впервые занялся литературными трудами, сблизившись с религиозными братствами Аквилы и фактически устранившись от развернувшейся в городе борьбы между влиятельными семьями, которая, в конечном итоге, привела к утверждению синьории известного кондотьера Лалле Кампонески.
Известно, что на юбилейный 1350 год Буччо посетил Рим. Когда после убийства в 1354 году Кампонески, в Аквиле был создан собственный приорат, он участвовал в его заседаниях. К этому же времени, когда он получил доступ к официальным документам, относится начало его работы над хроникой, возможно, инициированное городскими властями.
В мае 1362 года Буччо принял участие в торжествах на празднике Св. Максима из Авеи, одного из покровителей города, описанием которых завершается его хроника. В 1363 году в Аквиле произошла новая вспышка чумы, и престарелый поэт стал одной из жертв этой болезни, как сообщается в «Хронике событий в Аквиле с 1363 по 1381 год» Антонио ди Боэтио из Сан-Витторино.
В архиве приходской церкви церкви Святого Петра в Коппито, где похоронен был Буччо, сохранилось завещание, составленное 15 мая 1363 года нотариусом Пьетро Чиччи, в котором исполнителем воли покойного назначался некий Джованни Квинциано. Из-за частых разрушений церкви Св. Петра во время землетрясений и последующих её перестроек могила Буччо давно утрачена.
Имел, как минимум, одного сына и одну дочь, вступившую в 1342 году в брак с неким Доменико; от этого союза родилась его внучка Вануччия.

## Память
В современной Л’Акуиле, на улице Аккурсио в квартале Санта-Мария, за церковью Санта-Мария-Паганика, сохранилось здание XIV века, с остеклёнными окнами и остроконечными арками на фасаде, в котором, согласно документально не подтверждённой местной традиции, родился, жил и умер Буччо ди Раналло.
В 2003 году Экспериментальным центром кинематографии при Академии художеств Л’Акуилы был создан художественно-документальный фильм, посвящённый Буччо и его хронике, в котором в качестве актёров выступили студенты академии.

## Сочинения
На литературном поприще Буччо ди Раналло впервые выступил около 1330 года агиографической поэмой в метрических стихах «Легенда о Святой Екатерине Александрийской» (итал. La leggenda di Santa Caterina d'Alessandria), посвящённой одноимённой святой, написанной по заказу местной её конфрерии и содержащей очевидные заимствования из поэмы «Тесоретто» Брунетто Латини и «Божественной комедии» Данте Алигьери.
Его историческое сочинение, рифмованная «Хроника Аквилы» (итал. La Cronaca Aquilana rimata), составлялась с 1355 по 1363 год, охватывает период от основания города в 1254 году Конрадом IV Швабским до мая 1362 года, и состоит из 1249 монорифмических катренов, написанных александрийским стихом и перемежаемых 21 сонетом.
В центре внимания автора хроники находятся обстоятельства основания Аквилы местными сельскими жителями с одобрения императорских властей, причины дальнейшего экономического подъёма города и возникших в нём социальных противоречий, истоки соперничества между влиятельными местными группировками на фоне развернувшейся в Италии борьбы гвельфов и гибеллинов, а также вопросы преемственности королевских династий.
Своё повествование Буччо начинает с событий, которые привели к возникновению города Аквила в окружённой Апеннинами долине реки Атерно, рассматриваемых в контексте борьбы между папой Григорием IX) и императором Священной Римской империи Фридрихом II, после смерти которого в 1250 году в Неаполитанском королевстве начался период ослабления центральной власти. Основание нового города, получившего своё название в честь орла (L’Aquila) на гербе Гогенштафенов, подтверждено было привилегией на его строительство, предоставленной местным властям 20 мая 1254 года сыном Фридриха Конрадом IV Швабским.
Согласно легендарному рассказу Буччо, город строился 99 окрестными горными деревнями, жившими издавна производством и продажей овечьей шерсти и шафрана, каждая из которых  возвела здесь свою церковь, площадь с фонтаном и участок оборонительной стены с башней. Вскоре в растущий город перенесена была епархия из древней Форконы.
После разрушения города братом Конрада Манфредом Сицилийским в 1259 году, власти Аквилы встали на сторону нового правителя Карла I Анжуйского, перестроившего её в 1265—1267 годах и с помощью её жителей победившего в 1268 году Конрада в битве при Тальякоццо. 
Быстро ставшая вторым по значению городом в Неаполитанском королевстве Аквила пережила период расцвета, выражавшийся в лояльности местных жителей к монархии и прерванный лишь в 1292—1293 годы кратким аристократическим правлением Никколо делл’Изолы, при котором обострились противоречия между торгово-ремесленными слоями и знатью, усугублявшиеся неразвитостью городских институтов власти.
В качестве важных событий в истории города отмечены интронизация в 1294 году папы Целестина V в местной базилике Санта-Мария-ди-Коллемаджо и завершение в 1316 году строительства городских стен. Относительно подробно описываются походы аквиланцев на Аматриче (1318), Риети (1320) и Антиколи (1328).
При Роберте Анжуйском (1309—1343) в Абруццо, помимо соперничества городских группировок, обостряются противоречия между городом и деревней и начинаются первые народные возмущения. Борьба между аристократическими семьями Претатти и Кампонески оканчивается победой последних и установлению единоличного правления Лалле Кампонески (1345—1354).
Драматическими событиями в истории города стали эпидемия «чёрной смерти» 1348 года, красочно описанная Буччо, и разрушительное землетрясение 1349 года, которое, в отличие от предыдущего, случившегося в 1315 году, унесло тогда жизнь каждого десятого горожанина. 
После вторжения в страну Лайоша I Венгерского стремившийся к независимости от Неаполя Лалле Кампонески поддержал его в войне с королевой последнего Джованной I, поводом для которой послужило убийство мужа последней Андрея Венгерского. Поражение венгерского монарха и подписание им в 1352 году мира с новым супругом Джованны Людовиком Тарентским, привела к опале Лалле и гибели его в 1354 году от рук младшего брата прибывшего в Аквилу лично Людовика — Филиппа, поступок которого, несмотря на симпатии к покойному брату Лайоша, называемого «нашим королём Андреем», хронист оценивает в целом позитивно.  
Не высказавший особых симпатий ни к покойному тирану, ни к одиозной неаполитанской королеве, Буччо видит в этом событии предпосылки для создания в Аквиле независимых местных органов власти, деятельное участие в работе которых он принимал сам. Хроника заканчивается описанием патронального праздника Св. Максима Авейского, торжественно отмечавшегося горожанами в мае 1362 года.
Вопрос об источниках Буччо остаётся открытым, помимо документов архива городской коммуны, он мог пользоваться устными рассказами своих старших современников и родни, а также местными церковными анналами. Вплоть до 1310 года он излагает свой материал не очень уверенно, и лишь начиная с указанной даты начинает говорить от первого лица во множественном числе, от лица остальных сограждан. 
По своему литературному жанру сочинение Буччо ди Раналло, настоящее название которого неизвестно, а нынешнее присвоено его исследователем и издателем начала XX века историком-медиевистом Винченцо де Бартоломеи, может быть одновременно отнесено и к исторической хронике, и к городскому эпосу, с некоторыми элементами автобиографии; вместе с тем, ему в определённой степени свойственны черты как средневековых морально-дидактических произведений, от которых унаследованы базовая схема борьбы между «добром» и «злом», между общим благом и интересами немногих, и антитиранические аллюзии, так и французских поэм в стиле chanson de geste, из которых заимствован словарный аппарат и техника устного повествования, а также дотошные описания военных действий.  
Немаловажным признаком хроники Буччо является её точный и выразительный язык, основанный на близком вульгарной латыни местном диалекте итальянского народного языка, облагороженном благодаря использованию лингвистических форм, взятым из наречия Тосканы. Исследователями выявлены очевидные лексические и словарные заимствования из произведений Брунетто Латини, Данте, Джованни Боккаччо, Якопоне да Тоди, Чекко д’Асколи, а также возможное влияние литературной традиции учёных бенедиктинских монахов из аббатства Монтекассино. 
Текст рифмованной хроники Буччо включает 21 сонет, каждый из которых (кроме XX-го), в рамках классической для поэзии XIV века схемы, включает два катрена и два триплета с последним куплетом. Большинство из них написаны были задолго до составления хроники и посвящались важнейшим событиям истории города. 
Так, первые два сонета между катренами 420 и 421, и 423 и 424, описывают соперничество между семьями Кампонески и Бонагьюнта, призывая население искать гражданского мира, не поддерживая ни первых, ни вторых. Два последующих сонета между катренами 500 и 501 описывают голод 1340 года, призывая горожан к бережливости и созданию запасов во времена изобилия. 
Сонеты с пятого по одиннадцатый, между катренами 542 и 543, 554 и 555, 560 и 561, 581 и 582, 584 и 585, составлялись, несомненно, под впечатлением от провала переговоров городских властей с Неаполем в 1342 году. Сонет 12-й, между катренами 605 и 606, направлен против синьории Кампонески, в то время как в 13-м автор выступает ещё против разжигания в городе междоусобиц. Следующий 14-й сонет, между катренами 805 и 806, относится к 1348 году, временам правления Лалле Кампонески, и в нём Буччо, вероятно, находясь под впечатлением от последствий чумной эпидемии, открыто призывает сограждан к объединению и выступлению против тирана.
Последние сонеты, с 15-го по 19-й, между катренами 1144 и 1145, 20-й, между катренами 1154 и 1155, и 21-й, между катренами 1185 и 1186, датируются периодом между 1360 и 1362 годами и адресованы городским советникам, которых впечатлительный и эмоциональный автор, взывая к душам отцов-основателей Аквилы, призывает укрепить порядок путём внедрения судебной «системы пяти искусств» (итал. Cinque Arti), установления  справедливых законов и обеспечения гарантий их исполнения. Политические взгляды Буччо не вызывают особых сомнений: симпатии его всецело находятся на стороне наиболее прогрессивных, с его точки зрения, торгово-ремесленных слоёв, гражданские, финансовые и имущественные интересы которых обязаны защищать новые городские власти.
Нестрогий в критике своих источников, но довольно внимательный к историческим фактам и датам, Буччо ди Раналло положил начало местной историографии, став первым известным по имени хронистом Аквилы, считавшейся в его времена молодым городом и не имевшей, подобно Флоренции или Риму, развитой летописной традиции. Своим обстоятельным трудом он заслужил у потомков репутацию «первого летописца, со страстью и эпической торжественностью рассказавшего о событиях в деревенском городке, выстроенном в диких горах Абруццо волей и трудами угнетённого крестьянства».

## Рукописи и издания
Автографическая рукопись хроники Буччо не сохранилась, известно лишь шесть поздних её списков, использованных в критических изданиях:
- Pal. 77 della из Палатинской библиотеки[англ.] Пармы второй пол. XV в., обнаруженная аквиланским политиком и хронистом Франческо Анджелуччо ди Баццано[итал.];
- MS. S-72 из коллекции Государственного архива Л’Акуилы[итал.], переписанная около 1493 года аквиланским хронистом, монахом-францисканцем Алессандро де Ритиисом[итал.];
- MS. XV. F. 56 из Национальной библиотеки Неаполя (1564), атрибутированная аквиланскому филологу-гуманисту Мириаджело Аккурсио[итал.][15];
- MS. V. E. 576 из Национальной центральной библиотеки Рима (1605);
- MS. 88 из собрания Государственного архива Л’Акуилы[итал.], датированная XVII—XVIII веками;
- находившаяся в частной собственности и позже утраченная рукопись без номера, известная издателям в копии XVII века[16].

Хроника Буччо ди Раналло пользовалась популярностью в Аквиле на протяжении двух столетий после его смерти, и активно использовалась и переписывалась его продолжателями, местными летописцами Антонио ди Боэтио (1363—1381), Никколо да Борбона (1362—1424), Анонимом из Ардингелли и Бернардино да Фосса (1254—1423), вышеназванными Франческо Анджелуччо ди Баццано (1436—1485) и Алессандро де Ритиисом (1347—1497), а также Винченцо ди Базилии из Коллебринчоне (1476—1529). Все они внесли в её оригинальный текст немало искажений, в том числе языковых и метрических.
Во второй четверти XVIII века все они, включая сочинение Буччо, были собраны в свод т. н. «Аквиланскиx хроник» местным историком-архивистом, учёным епископом из конгрегации ораторианцев Антоном Лудовико Антинори, который в 1742 году подготовил их первое издание, вышедшее в 6-м томе сборника «Древности средневековой Италии», выпускавшегося в Милане историком Лудовико Антонио Муратори. 
Критическая публикация хроники была выпущена в 1907 году в Риме под редакцией вышеупомянутого Винченцо де Бартоломеи. Новейшее научное издание хроники было подготовлено в 2008 году во Флоренции Карло де Маттеи, использовавшим все сохранившиеся рукописи.

## Публикации
- Boezio di Rainaldo di Poppleto, aquilano, volgarmente Buccio Ranallo. Delle cose dell' Aquila dall' anno 1252 fin all' anno 1362. Poema rozzo // Antiquitates Italicae medii aevi. Auctore Ludovico Antonio Muratorio. — Tomus VI. — Mediolani: Typographia Societatis Palatinae in Regia Curia, 1742. — coll. 529-704.
- Cronaca Aquilana rimata di Buccio di Ranallo di Popplito di Aquila, a cura di Vincenzo de Bartholomaeis. — Roma: Forzani e. c. Tip. del Senato, 1907. — (Storia d'Italia dell'Ist. Stor. Ital, 41).
- Buccio di Ranallo. Cronica, a cura di Carlo De Matteis. — Firenze: Edizioni del Galluzzo, 2008. — 452 p. — ISBN 978-88-8450-257-5.